# Elément régulateur 5' UTR Spi-1 (PU.1)
L'Élément régulateur 5' UTR Spi-1 (PU.1) est un élément ARN trouvé dans le 5' UTR de l'ARNm de  Spi-1 qui est capable d'inhiber la traduction de transcripts Spi-1 par 8 fois. Spi-1 régule l'expression des gènes myéloïdes au cours du développement hématopoïétique. Des mutations dans cette région régulatrices du 5' UTR peuvent conduire à la surexpression de Spi-1 qui a été liée au développement de leucémies.